# Bedford (Nowy Jork)
Bedford – miasto w Stanach Zjednoczonych, w stanie Nowy Jork, w hrabstwie Westchester.
Z Bedford pochodzi Kate Mara, amerykańska aktorka.